# 一之割站

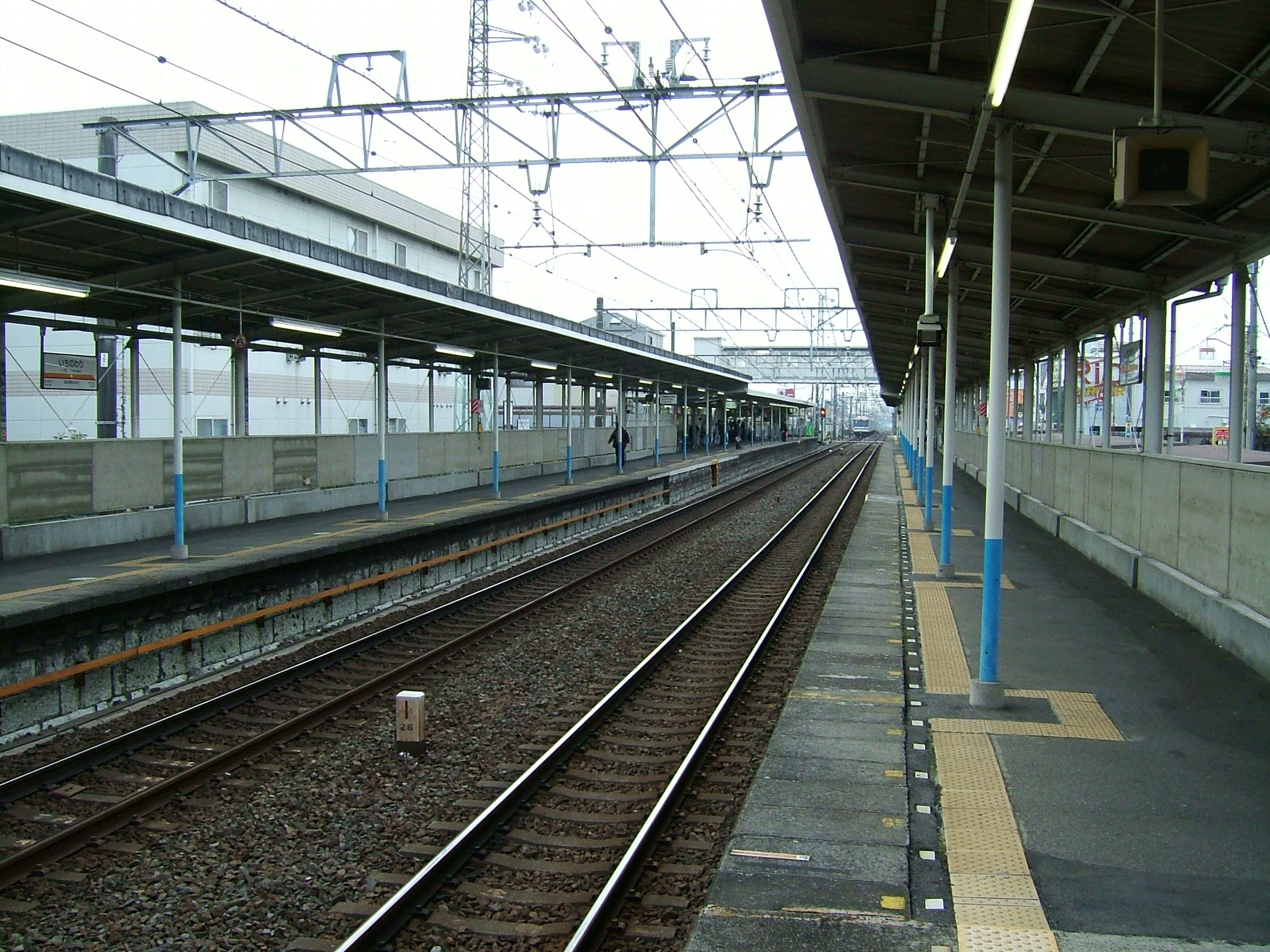
月台（2008年11月）

一之割站（日语：／ Ichinowari eki */?）位於日本埼玉縣春日部市一之割一丁目，是屬於東武鐵道伊勢崎線（東武晴空塔線）的鐵路車站。車站編號是TS 26。

## 歷史
- 1920年（明治32年）10月1日：開業[2]。
- 2011年（平成23年）12月8日：導入發車音樂。
- 2012年（平成24年）3月17：導入車站編號TS 26。
  - 本站附近原稱「市野割村」。

## 車站結構
本站是側式月台2面2線的地面車站。站房設於上行月台（淺草方向）側，有地下道以及電梯專用天橋通往下行月台（春日部方向）。
半藏門線、東急田園都市線方向直通列車在準急運行的早晨、深夜時段停靠本站。因此月台有效長度可停靠10輛編組。

### 月台配置
| 月台 | 路線         | 方向 | 目的地                                                                                       |
| ---- | ------------ | ---- | -------------------------------------------------------------------------------------------- |
| 1    | 東武晴空塔線 | 上行 | 新越谷、北千住、東京晴空塔、淺草、 日比谷線 中目黑、 半藏門線 澀谷、 田園都市線 中央林間方向 |
| 2    | 東武晴空塔線 | 下行 | 春日部、東武動物公園、 伊勢崎線 久喜、 日光線 南栗橋方向                                     |

## 使用情況
2017年度一日平均上下車人次為18,469人。
近年一日平均上下車人次的推移如下表。
| 年度               | 一日平均上下車人次 |  |
| ------------------ | ------------------ |  |
| 1960年（昭和35年） | 1,297              |  |
| 1965年（昭和40年） | 2,744              |  |
| 1970年（昭和45年） | 8,105              |  |
| 1975年（昭和50年） | 13,545             |  |
| 1980年（昭和55年） | 15,251             |  |
| 1985年（昭和60年） | 16,595             |  |
| 1990年（平成02年） | 19,494             |  |
| 1998年（平成10年） | 19,615             |  |
| 1999年（平成11年） | 19,334             |  |
| 2000年（平成12年） | 19,211             |  |
| 2001年（平成13年） | 19,084             |  |
| 2002年（平成14年） | 18,633             |  |
| 2003年（平成15年） | 18,576             |  |
| 2004年（平成16年） | 18,493             |  |
| 2005年（平成17年） | 18,393             |  |
| 2006年（平成18年） | 18,557             |  |
| 2007年（平成19年） | 18,591             |  |
| 2008年（平成20年） | 18,411             |  |
| 2009年（平成21年） | 18,100             |  |
| 2010年（平成22年） | 17,928             |  |
| 2011年（平成23年） | 17,931             |  |
| 2012年（平成24年） | 18,311             |  |
| 2013年（平成25年） | 18,510             |  |
| 2014年（平成26年） | 18,310             |  |
| 2015年（平成27年） | 18,513             |  |
| 2016年（平成28年） | 18,371             |  |
| 2017年（平成29年） | 18,469             |  |

## 車站周邊

### 東口
- 丸悅（日语：マルエツ）一之割店
- 春日部中央綜合醫院
- 春日部市立綠小學校
- 春日部市立綠中學校

### 西口
- 川口信用金庫（日语：川口信用金庫）一之割支店
- 春日部一之割郵便局

## 相鄰車站
東武鐵道
 東武晴空塔線
■急行、■區間急行
通過
■準急、■區間準急、■普通
武里（TS 25）－一之割（TS 26）－春日部（TS 27）

## 外部連結
- 一之割（車站資訊） - 東武鐵道